# Nižná Rybnica
Nižná Rybnica est un village de Slovaquie situé dans la région de Košice.

## Histoire
Première mention écrite du village en 1333.

## Démographie

### Évolution de la population
| Année:               | 1994. | 2004.    | 2014.   | 2024.   |
| -------------------- | ----- | -------- | ------- | ------- |
| Nombre de personnes: | 355   | 410      | 421     | 419     |
| Différence:          |       | +15,49 % | +2,68 % | -0,47 % |

| Année:               | 2023. | 2024.   |
| -------------------- | ----- | ------- |
| Nombre de personnes: | 416   | 419     |
| Différence:          |       | +0,72 % |

## Politique
| Nom             | Parti politique | Date de l'élection | Fin du mandat |
| --------------- | --------------- | ------------------ | ------------- |
| Božena Hoferová | SMER            | 02.12.2006         | Déc. 2010     |